# Rudderless
Pour plus de détails, voir Fiche technique et Distribution.
Rudderless (littéralement : sans gouvernail) est un  film dramatique américain coproduit et réalisé par William H. Macy sorti en 2014.

## Synopsis
Ancien cadre dans le secteur de la publicité, Sam a vu sa vie affectée par la mort tragique de son fils. Devenu marginal, il vit sur un voilier à quai et noie sa douleur dans l'alcool. Lorsqu'il découvre une boîte remplie d'enregistrements de musiques et de paroles de chansons réalisés et rédigés par son fils, le talent musical de ce dernier est alors une révélation pour lui, un père empli de chagrin et ayant le sentiment d'avoir été absent de la vie de son fils. Afin de communier avec les rêves déçus de son fils défunt, Sam apprend chaque chanson et trouve la volonté de jouer dans un bar des environs. Lorsque Quentin, un jeune musicien assiste à l'une de ses représentations, il est captivé par la chanson. Le duo improbable forme alors Rudderless, un groupe de rock qui devient étonnamment populaire, ce qui modifie leur vie.

## Fiche technique
- Titre original : Rudderless
- Titre français :
- Titre québécois : Sans Gouvernail
- Réalisation : William H. Macy
- Scénario : Jeff Robison et Casey Twenter
- Direction artistique : Christopher Stull
- Décors : Rebekah Bell
- Costumes : Jillian Donaldson
- Montage : John Axelrad
- Musique : Eef Barzelay
- Photographie : Eric Lin
- Son :
- Production : Brad Greiner, Keith Kjarval et Jeff Rice
- Sociétés de production : Amberdale Productions, Tee Rob Pictures et Unified Pictures
- Sociétés de distribution :  Samuel Goldwyn Films (en)
- Pays d’origine :  États-Unis
- Budget :
- Langue : Anglais
- Durée : 105 minutes
- Format :
- Genre : Film dramatique
- Dates de sortie :
- États-Unis : 24 janvier 2014 (festival du film de Sundance 2014) ; 17 octobre 2014

## Distribution
- Billy Crudup (VFB : Philippe Résimont) : Sam
- Anton Yelchin (VFB : Maxime Donnay) : Quentin
- Felicity Huffman (VFB : Fabienne Loriaux) : Emily
- Laurence Fishburne (VFB : Martin Spinhayer) : Del
- Ben Kweller (VFB : Gauthier de Fauconval) : Willie
- Ryan Dean (VFB : Alexandre Crépet) : Aiken
- Selena Gomez (VFB : Helena Coppejans) : Kate
- Miles Heizer : Josh, le fils de Sam et Emily
- Jamie Chung : Lisa Martin, la journaliste
- Kate Micucci : Peaches
- Peter Spruyt (VFB : Sébastien Hébrant) : Alaird Dupree
- Suzanne Krull (en) : Bertie Dupree
- William H. Macy : le propriétaire de la taverne

Version française dirigée par Raphaël Anciaux au studio On'R Production, d'après une adaptation des dialogues de Laëtitia Rauscent.

## Distinctions

### Nominations et sélections
- Festival du film de Sundance 2014 : sélection « Premieres »